# 茄形麦螺
茄形麦螺（学名：Mitrella bella），是新腹足目麦螺科Mitrella属的一种。主要分布于韩国、越南、中国大陆、台湾，常栖息在潮间带至潮下带。